# 阿蘇長陽大橋
阿蘇長陽大橋（あそちょうようおおはし）は、熊本県阿蘇郡南阿蘇村に所在し黒川に架かる、村道栃木-立野線を通す全長276.0メートルの橋である。形式は、PC4径間連続ラーメン箱桁橋である。

## 構造
4径間連続のラーメン橋で、深い谷間に3本の壁式中空橋脚を建てている。支間割は39.3メートル、91.0メートル、91.0メートル、53.3メートルである。もっとも高さの高い中央の橋脚（第2橋脚）は基礎から桁下まで73メートルの高さがある。

## 歴史
白川に黒川が合流する地点のやや下流側に、白川による洪水被害を防ぐ治水目的のダムとして、立野ダムが計画された。この際に、ダム本体工事に必要な資材や本体基礎掘削で発生した土砂を運ぶ道路として、立野ダム工事用道路の第2工区が建設され、その道路が黒川を跨ぐところに阿蘇長陽大橋が架設された。開通は1997年（平成9年）3月21日である。
もともとこの地点付近には、九十九折の坂道で渓谷に降りて短く低い橋で川を渡り、再び登る旧道が存在していた。この橋は1900年（明治33年）に架設された黒川橋という全長25.3メートルの石造アーチ橋であった。阿蘇長陽大橋の開通により、渓谷に降りることなく容易に横断することができるようになり、旧道は閉鎖された。その後、平成24年7月九州北部豪雨の際に黒川橋は流失した。
2005年（平成17年）1月に、橋の脇に設置された公園に、与謝野鉄幹・晶子夫妻の歌碑が設置された。1918年（大正7年）に夫妻が来訪された時に詠まれた歌が刻まれている。長陽村が合併して南阿蘇村となることを記念して、高さ60センチメートル、幅165センチメートルの安山岩で造られた。
2016年（平成28年）の熊本地震に際しては、橋そのものは崩落しなかったが、西側の橋台が崩落し、東側の橋台は水平移動するなどの被害を受けた。さらに、阿蘇長陽大橋にとりつく前後の道路も被害を受けて、橋にとりつくこと自体が困難となった。同時にこの地震により、阿蘇長陽大橋より約1キロメートル上流に架かる国道325号阿蘇大橋も、橋脚の地盤が直下の断層でずれたことにより落橋した。この2本の橋の被災により、南阿蘇村内である立野地区から村役場まで、俵山トンネルを経由する大迂回を強いられることになった。
大規模災害復興法に基づき、国が代行事業として災害復旧を進めることになり、橋の前後の崩落区間の復旧工事が進められた。そして2017年8月27日に再開通し、これにより立野地区から村役場までは従来の40分から10分へ、熊本インターチェンジから南阿蘇村役場までも従来の60分から35分へと、大きく短縮されることになった。
復旧工事が進められていた阿蘇大橋が開通したことで、阿蘇長陽大橋の隣の戸下大橋の仮復旧部分を本復旧することになり、2021年（令和3年）5月10日から長陽大橋を含む区間が通行止めとなって本復旧工事が進められた。2022年（令和4年）3月11日に復旧工事が終わって再開通した。

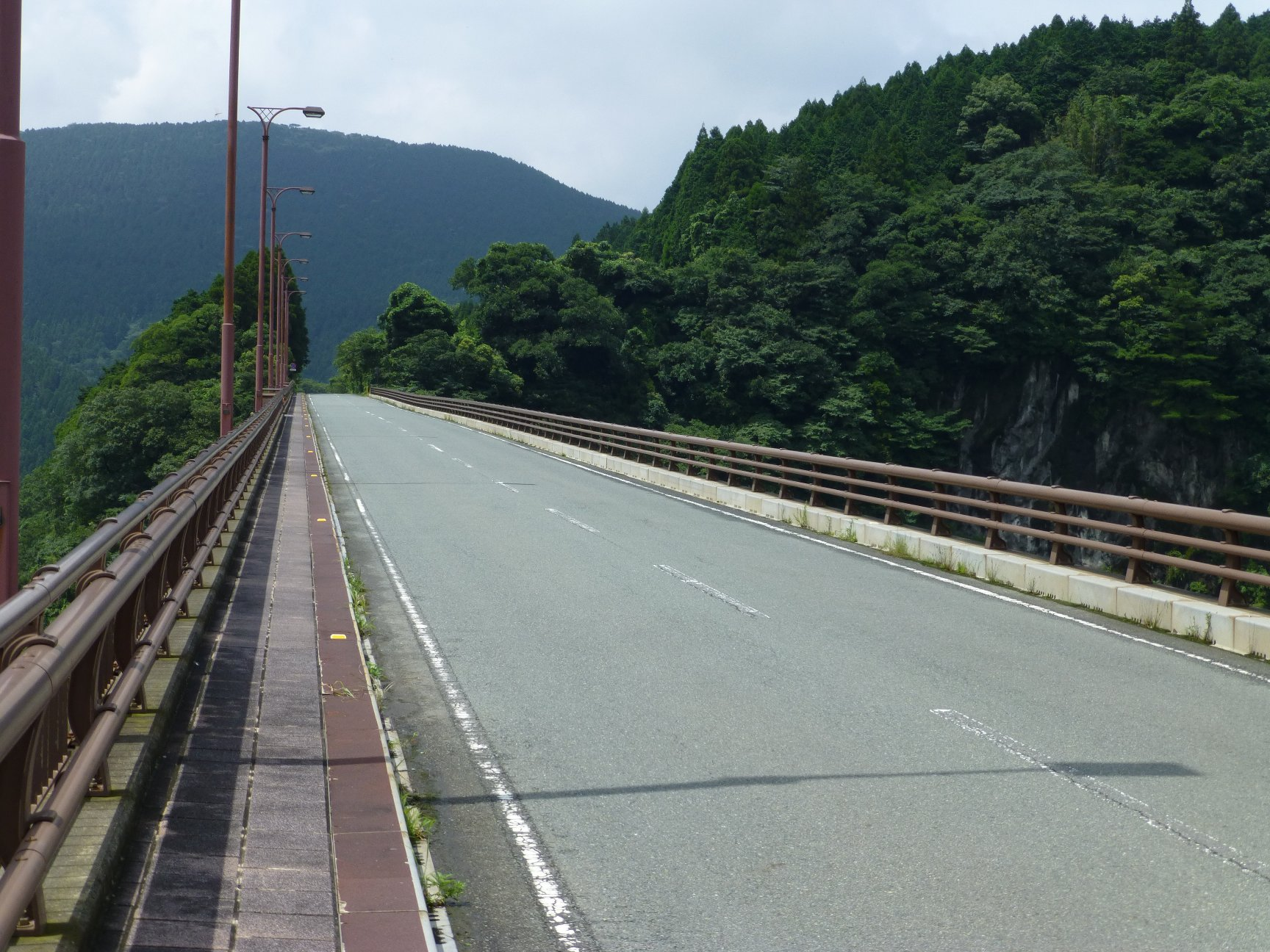
阿蘇長陽大橋の路面、2016年熊本地震より前
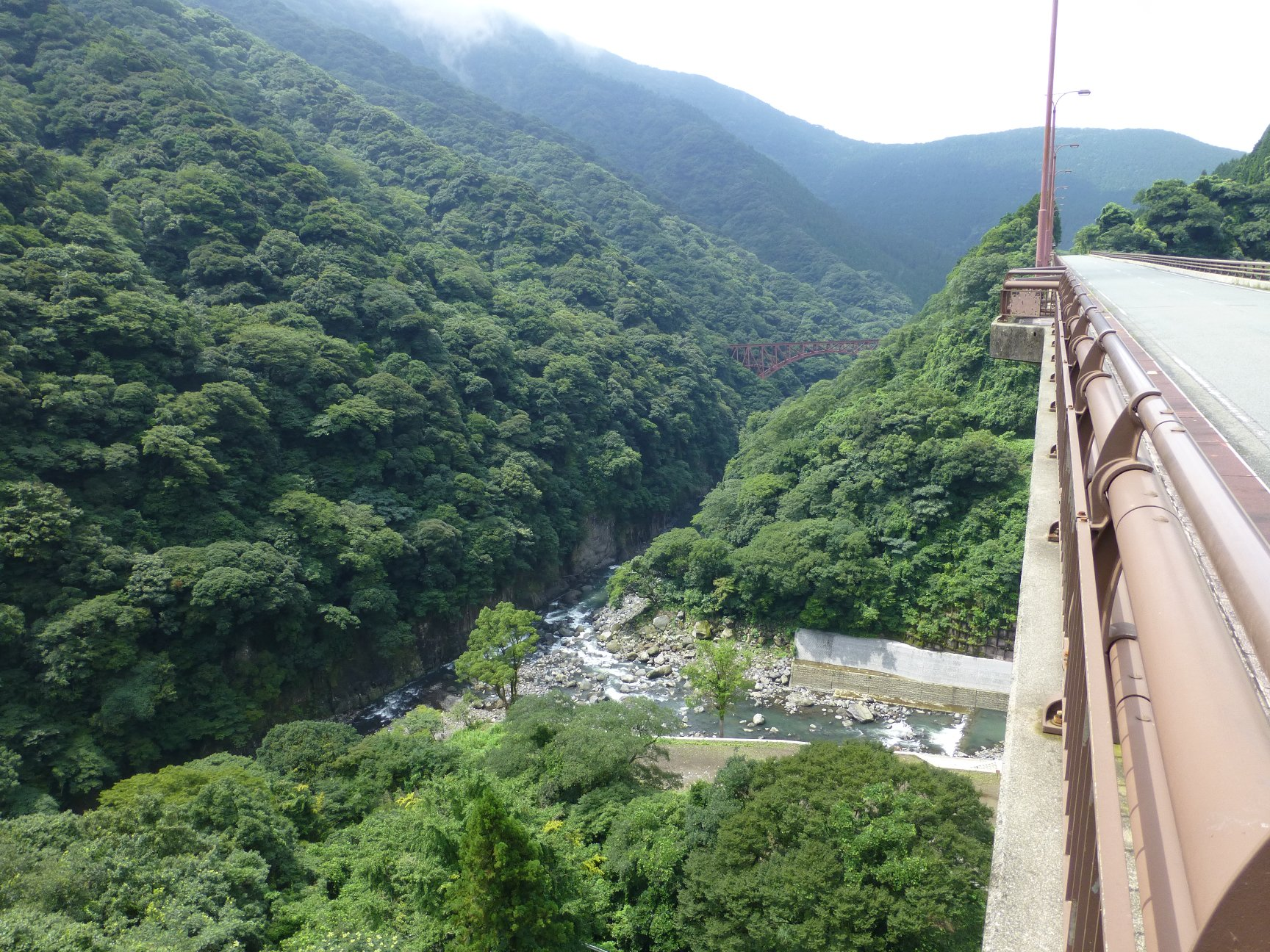
阿蘇長陽大橋から見た南阿蘇鉄道第一白川橋梁との位置関係、谷間は白川に黒川が合流する地点